# Бурчак Федір Глібович
Бурчак Федір Глібович (3 квітня 1924, Київ — 22 лютого 2001, Київ) — український правознавець, державний службовець, академік та співзасновник Національної академії правових наук України, дійсний член Нью-Йоркської АН. Доктор юридичних наук, професор, заслужений юрист Української РСР. Один з авторів тексту чинної Конституції України.

## Життєпис

### Ранні роки
Бурчак Федір Глібович народився 3 квітня 1924 року у місті Києві. Його батько, Бурчак Гліб Федорович, працював лікарем-рентгенологом, а мати, Бурчак Ольга Іванівна, працювала службовцем у державних установах. Дід Федора Глібовича за батьком, Бурчак Федір Степанович, був державним діячем часів Російської імперії та у 1916—1917 роках виконував обов'язки Київського міського голови.
Навчався у середній школі № 19 міста Києва (до 9 класу), після початку німецько-радянської війни 1941-1945 років був мобілізований. У 1941 році був поранений під час саперних робіт поблизу міста Павлоград Донецької області, внаслідок чого був змушений припинити військову службу. Середню освіту завершив в евакуації у Казахстані, де у віці 18 років розпочав трудову діяльність на посадах економіста та інженера.

### Початок професійної карʼєри
В 1944 році повернувся до Києва, протягом 1944-1949 років був студентом юридичного факультету Київського державного університету (нині Інститут права КНУ ім. Т. Шевченка), який закінчив з відзнакою. У 1949-1952 роках — аспірант цього ж факультету, одночасно працював старшим юрисконсультом та згодом заступником головного арбітра Української промислової ради. У 1951-1953 — юрисконсульт Управління з питань переселенців при Раді Міністрів УРСР, після чого обіймав фахові юридичні посади в Українському художньо-промисловому союзі, був адвокатом Київської обласної колегії, у 1957-1959 роках — старший редактор журналу «Радянське право». З 1959 по 1965 рік — старший науковий редактор, згодом завідуючий редакції з питань держави і права головної редакції Української Радянської Енциклопедії.

### Робота у парламенті
У 1965-1994 роках — завідуючий юридичним відділом Президії Верховної Ради Української РСР, відділом з питань законодавства та правопорядку Секретаріату Верховної Ради УРСР, Юридичним відділом Секретаріату Верховної Ради України. Із 1994 року — член Комісії з опрацювання проекту нової Конституції України ("Конституційної Комісії"). 
Період його роботи у юридичному підрозділі парламенту припав на період становлення української державності та перетворення  правової системи з радянської республіканської на національну. Федір Глібович брав участь у створенні та опрацюванні основоположних законів та актів України, в тому числі Акту проголошення незалежності України, Закону України "Про заборону діяльності Компартії України", Кримінального кодексу України, Закону України "Про прокуратуру", Конституції України, Тимчасового регламенту засідань Верховної Ради та інших нормативних актів.
Із 1995 року — голова Комітету законодавчих ініціатив при Президентові України Леоніді Кучмі, з 1996 року до смерті — радник Президента України з питань правової політики. Із 1998 року — голова Комісії Верховної Ради України з опрацювання питань щодо скасування смертної кари в Україні. У складі делегацій брав участь у міжнародно-правовому співробітництві, сесіях Комітетів ООН, міжнародних фахових семінарах у Швейцарії, Сполучених Штатах Америки, Західній та Східній Німеччині, інших державах світу.

### Наукова робота
Суміщав основну роботу з науковою діяльністю: автор та співавтор більш як 300 друкованих робіт, правничих енциклопедій, монографій, серед яких: "Майнові відносини і закон" (1969), "Квалификация преступлений" (1983, 1985), "Соучастие: социальные, криминологические и правовые проблемы" (1986), під його редагуванням 1980 року видано перший систематизований "Збірник законів Української РСР і указів Президії ВР Української РСР (1938-1979)" у двох томах. Досліджував проблематику теорії держави і права, а також кримінального, конституційного й цивільного права.
Протягом кар'єри займався також викладацькою діяльністю, зокрема у Київському інституті народного господарства (нині КНЕУ ім. В. Гетьмана), Вищий школі МВС УРСР, Інституті радянської торгівлі (нині Державний торговельно-економічний університет). Викладав в Кентському університеті (Велика Британія).
Є одним з академіків-засновників Академії правових наук України (нині Національна академія правових наук України). Наступник Федора Глібовича на посаді керівника юридичного підрозділу Верховної Ради України, Михайло Олексійович Теплюк, так згадував період заснування Академії:
Я неодноразово спостерігав за тим, як академік Тацій, академік Сташис Володимир Володимирович, Федір Глібович Бурчак, обговорювали ідею об'єднання науковців незалежної України під дахом спочатку громадської організації, а потім — уже галузевої Академії правових наук, з тим, щоб використовувати потенціал науковців у вирішенні тих завдань, які стоять перед державою практично з проголошення незалежності України.
З 1993 року до смерті — віце-президент Академії правових наук України та керівник її Київського регіонального центру. 

## Нагороди, відзнаки та звання
Нагороди:
- Орден Ярослава Мудрого 5 ступеня;[6]
- Орден «За заслуги» 3 ступеня;[7]
- Орден «Знак пошани»;[4]
- Орден Трудового Червоного Прапора;
- Державна Премія України в галузі науки і техніки 1998 року;[8]
- Державна премія Української РСР в галузі науки і техніки 1981 року
- Почесна грамота Кабінету Міністрів України.[9]

Вчені звання:
- Доцент (1967);
- Професор (1989).

Наукові звання:
- Кандидат юридичних наук (1965);
- Доктор юридичних наук (1987).

Відзначений почесним званням заслуженого юриста Української РСР (1984). Мав військове звання капітана юстиції.

## Вшанування пам'яті

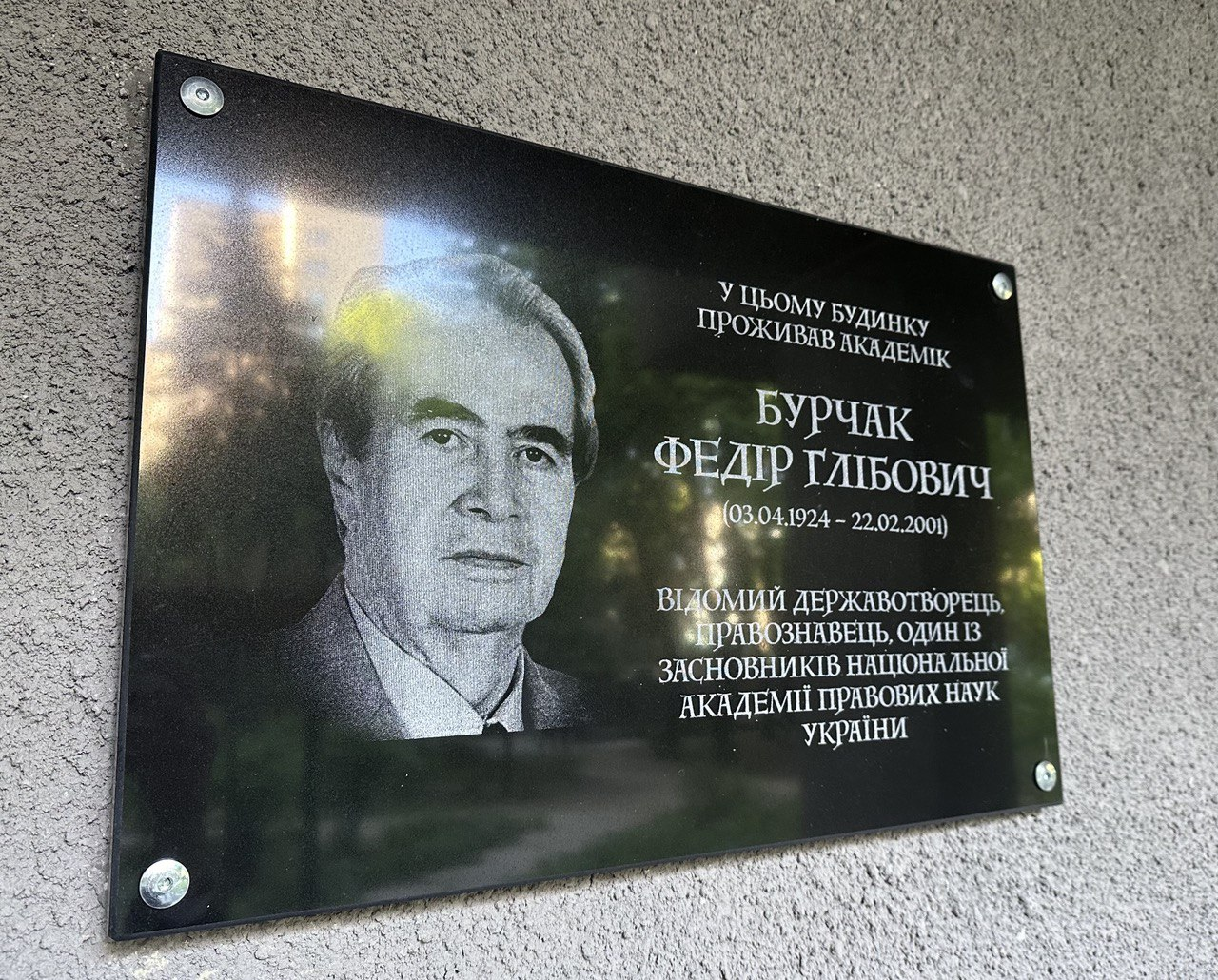
Меморіальна дошка на честь Федора Бурчака, встановлена на його будинку в місті Києві, за адресою вул. Омеляновича-Павленка, 13

Постановою Кабінету Міністрів України від 5 червня 2013 р. № 401 Науково-дослідному інституту приватного права і підприємництва Національної академії правових наук України присвоєне ім'я академіка Ф. Г. Бурчака.
Постановою Верховної Ради України «Про відзначення пам'ятних дат і ювілеїв у 2024—2025 роках» від 21 грудня 2023 року № 3536-IX парламент ухвалив рішення відзначити 100-річчя з дня народження Федора Глібовича Бурчака у 2024 році на державному рівні.
На стіні будинку, де мешкав Федір Глібович, по вулиці Михайла Омеляновича-Павленка (колишня назва — Суворова), 13, у Печерському районі міста Києва, до 100-річчя з дня його народження встановлено меморіальну дошку.